# Die Harzreise
Die Harzreise est un récit de voyage de Heinrich Heine. Écrit lors d'une randonnée aux montagnes du Harz en automne 1824, il est publié pour la première fois deux ans plus tard. 
Le texte paraît pour la première fois en janvier et février 1826, après plusieurs modifications en raison de l'intervention des autorités de censure, dans la revue Der Gesellschafter éditée par Friedrich Wilhelm Gubitz à Berlin. Plus tard cependant, la version originale a été publiée par la maison d'édition Hoffmann und Campe à Hambourg, le premier livre d'une série nommée Reisebilder (Tableaux de voyage). Ce premier titre de Heine a connu un grand succès et les éditeurs publieront par la suite beaucoup de ses autres œuvres.